# Lohagara Upazila, Narail
Lohagara är ett underdistrikt i Bangladesh. Det ligger i den centrala delen av landet, 100 km sydväst om huvudstaden Dhaka.
Trakten runt Lohagara består till största delen av jordbruksmark. Runt Lohagara är det tätbefolkat, med 881 invånare per kvadratkilometer.